# اسکات باکولا
اسکات باکولا (انگلیسی: Scott Bakula؛ زاده ۹ اکتبر ۱۹۵۴) هنرپیشه اهل ایالات متحده آمریکا است. وی از سال ۱۹۸۶ میلادی تاکنون مشغول فعالیت بوده‌است.

## گزیده فیلمشناسی

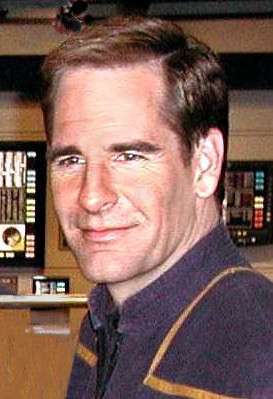

از فیلم‌ها یا برنامه‌های تلویزیونی که وی در آن نقش داشته‌است می‌توان به آثار زیر اشاره کرد.
- رقابت خواهر و برادر (۱۹۹۰)
- زبری لازم (۱۹۹۱)
- رنگ شب (فیلم ۱۹۹۴) (۱۹۹۴)
- خانواده من (فیلم) (۱۹۹۵)
- گربه‌ها نمی‌رقصند (۱۹۹۷)
- زیبایی آمریکایی (۱۹۹۹)
- زندگی به عنوان یک خانه (۲۰۰۱)
- اطلاع‌رسانی! (۲۰۰۹)
- کد منبع (فیلم) (۲۰۱۱)
- مورفی براون (۱۹۹۳–۹۶)
- خیال باطل (۱۹۹۴)
- پیشتازان فضا: انترپرایز (۲۰۰۱–۰۵)
- دود آبی (۲۰۰۷)
- بوستون لیگال (۲۰۰۸)
- چاک (مجموعه تلویزیونی) (۲۰۰۹–۱۰)
- کدبانوهای وامانده (۲۰۱۲)
- مرد خانواده (۲۰۱۲)
- پشت چلچراغ (۲۰۱۳)
- دو مرد و نصفی (۲۰۱۳)
- کبر (گیاه) (۲۰۱۴)
- در جستجو (۲۰۱۴–۱۵)
- ان‌سی‌آی‌اس (۲۰۱۴–۱۷)
- ان‌سی‌آی‌اس: نیواورلئان (۲۰۱۴–اکنون)
- فیلادلفیا همیشه آفتابی است (۲۰۱۷)
- بلوز باسماتی (۲۰۱۷)
- سیمپسون‌ها (۲۰۱۹)